# Hospitalia mariaeludovicatae
Hospitalia mariaeludovicatae là một loài bướm đêm trong họ Geometridae.